# ヒューズ EX-34
ヒューズ EX-34は、ヒューズ・ヘリコプターズ社が開発したチェーンガン。7.62x51mm NATO弾を使用しており、同社のチェーンガン・ファミリーの中で最小のモデルである。

## 設計
本銃の設計には、ヒューズ社が先行して開発した30mm口径（M230）および25mm口径（M242）のチェーンガンと共通する部分が多い。自動機構を駆動するための外部動力としては24ボルト・出力0.3 hp（0.22 kW）の電動機が用いられ、発射速度を容易に調整することができる。またM242と同様に空薬莢は銃身に沿って前方に排出されることから、車載機銃として設置した場合でも、機関部から発生する有毒ガスの車内への流入や、空薬莢の散乱を避けることができる。弾帯を外すことなく、10秒以内に銃身を交換することができる。
M60戦車の同軸機銃として、特別な改修なしに搭載できるよう設計されており、M73機関銃から換装することができる。また500MD軽攻撃ヘリコプターへの搭載を想定した派生型としてHGS-55も開発された。

## 運用
EX-34はアメリカ陸軍および海軍水上戦センター（NSWC）ダールグレン支所での試験に供された。海軍の試験は信頼性、耐久性、性能能力、安全性、扱いやすさを判断するものであり、EX-34はすべての試験段階において傑出した性能を示したと報告された。海軍は、M242チェーンガンを単装に配したMk.38 25mm機関砲システムのmod.3において、7.62mmチェーンガンであるMk.52を同軸機銃として導入した。
イギリス軍も、1979年に少数のEX-34を購入して試験に供したのちに採用を決定し、長銃身化したものがL94A1として制式化された。まずロイヤル・スモール・アームズ・ファクトリー、後にはヘッケラー&コッホによってライセンス生産され、イギリス陸軍のウォーリア装甲戦闘車やセイバー偵察装甲車、チャレンジャー2主力戦車に搭載された。
陸上自衛隊は、2024年に制式化された24式装輪装甲戦闘車を始めとする共通戦術装輪車用の連装銃(同軸機関銃)として7.62mm機関銃MK52の名称で採用した。